# Châteauneuf-Val-Saint-Donat
Châteauneuf-Val-Saint-Donat là một xã ở tỉnh Alpes-de-Haute-Provence, vùng Provence-Alpes-Côte d'Azur ở đông nam nước Pháp.